# Edmond Saintonge
Edmond Saintonge, né le 16 juin 1861 à Port-au-Prince et décédé le 21 avril 1907 à Petit-Goâve, est un compositeur haïtien.

## Biographie
Né probablement le 16 juin 1861 à Port-au-Prince, Edmond Saintonge est aujourd'hui considéré, historiquement, comme l'un des premiers compositeurs de musique savante en Haïti.
Son père, Néoclès Saintonge, était commandant des forces maritimes haïtiennes sous la présidence de Sylvain Salnave. À la chute de ce dernier, les Saintonge trouvent refuge à Paris. Le père d'Edmond Saintonge disparaît ensuite et le jeune garçon est recueilli par deux voisines, les sœurs Eugénie et Laure Landais, dont l'une était diplômée du Conservatoire de Paris. C'est sous sa supervision que Saintonge entreprend son éducation musicale. Après son baccalauréat, Edmond Saintonge retourne en Haïti et, pour subvenir à ses besoins, obtient un diplôme en pharmacie. Il s'installe comme pharmacien à Léogâne.
Saintonge est l'auteur de plusieurs compositions pour piano, deux pianos, violon et piano, mandoline et orchestre, mais ses partitions sont restées manuscrites et n'ont pas été éditées de son temps. Ce n'est que récemment, à partir de 1998, que la Société de recherche et de diffusion de la musique haïtienne (SRDMH) de Montréal travaille à les exhumer par l'entremise du musicologue Claude Dauphin,.
Edmond Saintonge meurt le 21 avril 1907 à Petit-Goâve dans des circonstances inconnues.

## Œuvre
Aucune des partitions d'Edmond Saintonge n'est datée mais on estime que celles portant un numéro d'opus sont les plus anciennes. Stylistiquement, elles partagent plusieurs caractéristiques : longues, lyriques, libres dans leur forme mais conservatrices dans leur harmonie. Le contraste s'opère avec des compositions plus tardives, courtes et de forme resserrée, qui réalisent une synthèse entre tradition européenne, dans la lignée de Frédéric Chopin, et tradition haïtienne, en s'inspirant de la méringue.
Parmi ses compositions pour piano figurent : 
- Grande Fantaisie op. 2
- Grande Fantaisie op. 10
- Suite Haïtienne no 1, op. 16
- Valse à Chopin
- Méringue favorite en si mineur et Galopade en la majeur
- Caprice-Méringue en ut mineur
- Un sourire, un baiser
- Romance
- Méringue en fa mineur
- Étude-Méringue en sol mineur
- Élégie-Méringue
- Pages Intimes : 
  1. Désespérance
  2. Mélancholie, Mazurke de Salon
  3. Causerie sentimentale, Mazurke de Salon.